# Tierceville
Tierceville ist eine ehemalige französische Gemeinde mit zuletzt 157 Einwohnern (Stand: 1. Januar 2018) im Département Calvados in der Region Normandie.
Zum 1. Januar 2017 wurde Tierceville im Zuge einer Gebietsreform zusammen mit den zwei benachbarten Gemeinden Amblie und Lantheuil zur neuen Gemeinde Ponts sur Seulles zusammengeschlossen.

## Geografie
Tierceville liegt rund 13 Kilometer östlich von Bayeux und 19 Kilometer nordwestlich von Caen. Direkt südlich des Ortsgebiets verläuft die Seulles, die in den nur 6 km nördlich von Tierceville gelegenen Ärmelkanal mündet.

## Bevölkerungsentwicklung
| Jahr                              | 1793 | 1836 | 1876 | 1926 | 1946 | 1968 | 1990 | 2008 | 2018 |
| Einwohner                         | 200  | 177  | 151  | 103  | 121  | 131  | 113  | 169  | 157  |
| Quellen: Cassini, EHESS und INSEE |      |      |      |      |      |      |      |      |      |

## Sehenswürdigkeiten
- Kirche Saint-Martin aus dem 12./13. Jahrhundert, Kulturgut;[3] das Portal aus dem 12. Jahrhundert ist seit 1933 gesondert als Monument historique klassifiziert[4]
- Schloss Tierceville aus dem 17. Jahrhundert, Kulturgut[5]
- Lavoir aus dem 19. Jahrhundert, Kulturgut[6]